# Izabela Kłosińska

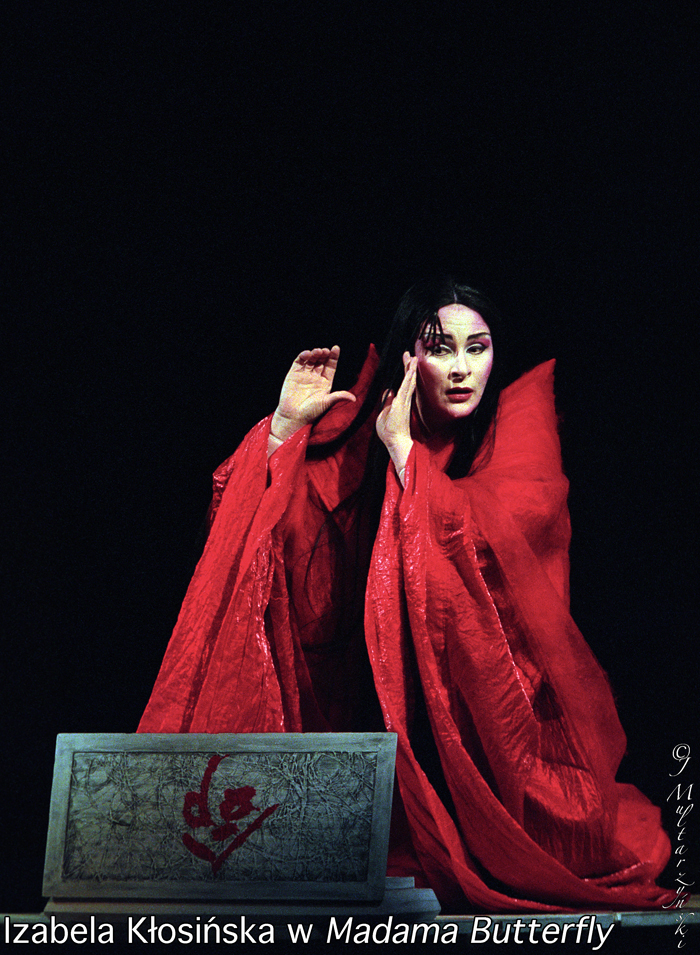

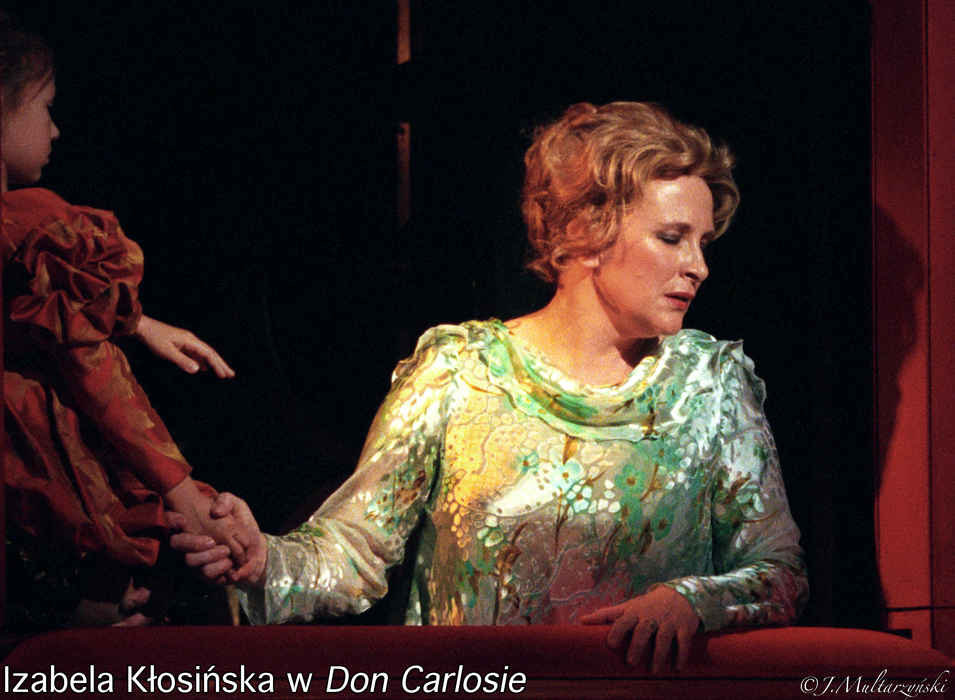

Izabela Kłosińska (ur. 13 listopada 1958 w Warszawie) – polska śpiewaczka operowa (sopran), solistka Teatru Wielkiego – Opery Narodowej, pedagog wokalny na Uniwersytecie Muzycznym Fryderyka Chopina, profesor sztuk muzycznych.

## Życiorys
Absolwentka Państwowej Wyższej Szkoły Muzycznej w Warszawie (obecnie Uniwersytet Muzyczny Fryderyka Chopina w Warszawie), klasa prof. Kazimiery Goławskiej (dyplom z wyróżnieniem oraz nagroda im. Kazimierza Czekotowskiego).
Debiutowała w warszawskim Teatrze Wielkim (obecnie Teatr Wielki – Opera Narodowa) jeszcze podczas studiów (role: Zofii w Halce S. Moniuszki, Micaeli w Carmen G. Bizeta, Neddy w Pajacach R. Leoncavalla i Kate Pinkerton w Madame Butterfy G. Pucciniego).
Po ukończeniu studiów została solistką Teatru Wielkiego – Opery Narodowej, jej pierwszą rolą była partia Musetty w Cyganerii G. Pucciniego.
Od 2012 roku profesor nadzwyczajny Uniwersytetu Muzycznego Fryderyka Chopina (pedagog Katedry Wokalistyki). W 2013 otrzymała tytuł naukowy profesora sztuk muzycznych.
Dwukrotnie przewodniczyła pracom jury Międzynarodowego Konkursu Wokalnego im. Stanisława Moniuszki (8 edycja: 2013, 9 edycja: 2016).
Jest opiekunem artystycznym Akademii Operowej (Programu Kształcenia Młodych Talentów) przy Teatrze Wielkim – Operze Narodowej.
Dyrektor obsadowy (Casting Director) w Teatrze Wielkim – Operze Narodowej.

## Działalność artystyczna
Dorobek artystyczny Izabeli Kłosińskiej stanowi kilkadziesiąt ról (w tym głównych) operowych, artystka wykonuje także repertuar oratoryjno-kantatowy (od baroku po muzykę współczesną), pieśniarski, piosenki kabaretowe i standardy jazzowe.
Na scenie Teatru Wielkiego – Opery Narodowej kreowała wiodące partie sopranowe w wielu przedstawieniach operowych: m.in. tytułową rolę w Madame Butterfly, Mimi oraz Musettę w Cyganerii i Liu w Turandot G. Pucciniego; Małgorzatę w Fauście Ch. Gounoda; Micaelę w Carmen G. Bizeta; Paminę w Czarodziejskim flecie, Hrabinę w Weselu Figara i Donnę Elwirę w Don Giovannim W.A. Mozarta; Roksanę w Królu Rogerze K. Szymanowskiego, Hannę w Strasznym dworze i Nealę w Parii S. Moniuszki; Ewę w Raju utraconym K. Pendereckiego; Amelię w Balu maskowym, Elżbietę w Don Carlosie, Desdemonę w Otellu, Marię w Simonie Boccanegra i Violettę w Traviacie G. Verdiego.
Śpiewała także m.in. Zofię w Kawalerze srebrnej róży R. Straussa, Marię w Mazepie P. Czajkowskiego, Neddę w Pajacach R. Leoncavalla, Zofię w Werterze J. Masseneta, Antonię w Opowieściach Hoffmanna J. Offenbacha, Ksenię w Borysie Godunowie M. Musorgskiego, Freię w Złocie Renu R. Wagnera, Orianę w Amadigi di Gaula i Romildę w Kserksesie G.F. Haendla, Królową Rozamundę w Ubu Rex K. Pendereckiego.
W repertuarze ma także Elwirę w Ernanim i Leonorę w Mocy przeznaczenia G. Verdiego; Giorgettę w Płaszczu i rolę tytułową w Siostrze Angelice G. Pucciniego; Tatianę w Eugeniuszu Onieginie P. Czajkowskiego; tytułową Rusałkę A. Dvořáka, Alicję Ford w Falstaffie G. Verdiego.
Brała udział w licznych koncertowych wykonaniach takich dzieł, jak: Trojanie H. Berlioza, Zamek Sinobrodego B. Bartóka, Mefistofeles A. Boita, Debora i Jaele I. Pizettiego, Litwini A. Ponchiellego.

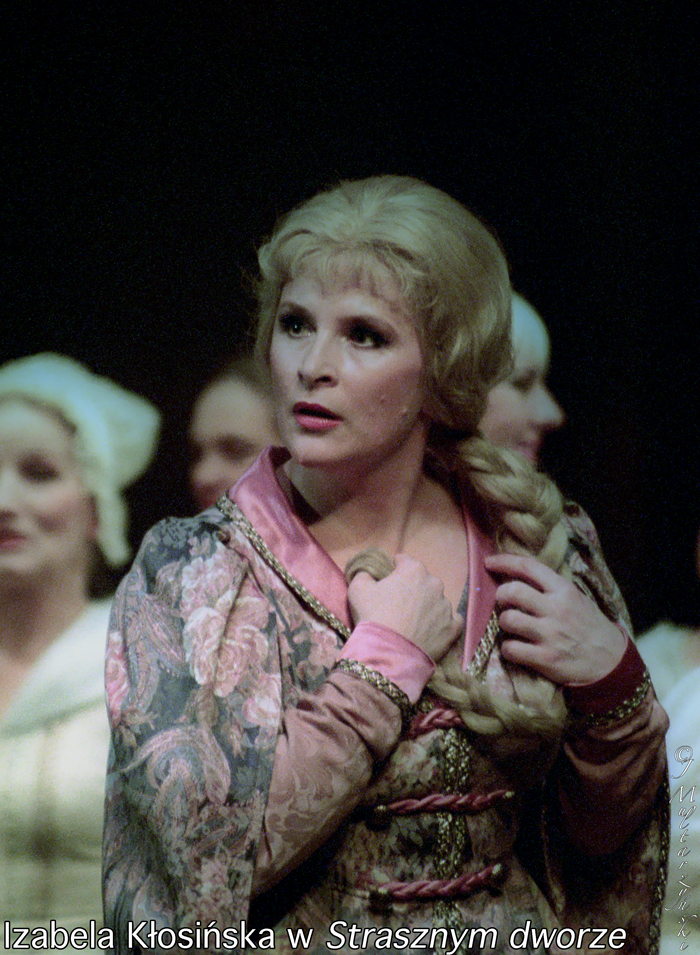

Śpiewa także partie sopranowe w dzieła oratoryjnych, kantatowych i koncertowych: Stabat Mater (A. Dvořáka, K. Szymanowskiego, G.B. Pergolesiego i G. Rossiniego), Wielka msza c-moll W.A. Mozarta, Requiem G. Verdiego, Magnificat J.S. Bacha, IX Symfonia L. Beethovena, III Symfonia i VII Symfonia G. Mahlera, Te Deum A. Brucknera, Pasja według św. Jana S. Gubajduliny.
W 1992 wzięła udział w amerykańskim prawykonaniu oratorium Święta Ludmiła A. Dvořáka w nowojorskiej Carnegie Hall.
Wykonuje także dzieła oratoryjne H. Góreckiego (III Symfonia Symfonia pieśni żałobnych), W. Kilara (Missa pro pace) i K. Pendereckiego (Dies irae, Polskie Requiem, Credo, brała udział w europejskiej prapremierze Siedmiu bram Jerozolimy w Filharmonii Narodowej w Warszawie).
W 2003 uczestniczyła w japońskim tournée Teatru Wielkiego – Opery Narodowej (rola Liu w Turandot G. Pucciniego).
Występowała także m.in. w Holandii (Amsterdam, Hanower, Utrecht), Niemczech (Berlin, Dortmund, Lipsk, Drezno, Hamburg, Münster), Szwajcarii (Zurych, Berno), Wielkiej Brytanii (Londyn) Szkocji (Glasgow), Włoszech (Watykan, San Paolo), Stanach Zjednoczonych (Michigan Opera Theatre w Detroit, Buffalo, Nowy Jork), Japonii (Osaka), Korei Południowej (Seul, Daegu), Brazylii (São Paulo), Wenezueli (Caracas).
Współpracuje z licznymi polskimi i europejskimi festiwalami muzycznymi (m.in. Warszawska Jesień, Wratislavia Cantans, Festiwal w Maastricht, Festiwal Muzyki Współczesnej w Alicante).

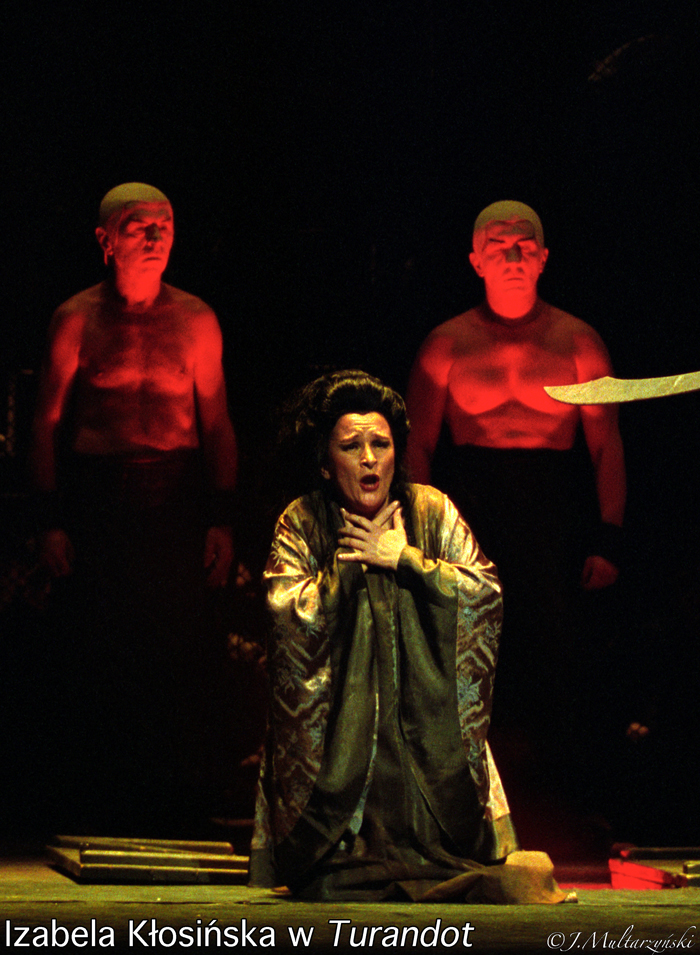

## Nagrody i odznaczenia
- Nagroda Ministra Kultury i Sztuki za rok 1998 w dziedzinie sztuki wokalnej;
- Nagroda im. Andrzeja Hiolskiego za najlepszą rolę operową sezonu 1999/2000 (partia Cio-Cio-San w Madame Butterfly G. Pucciniego)[10];
- Srebrny Medal „Zasłużony Kulturze Gloria Artis” (2005)[11]
- „Złota Muszka” – Nagroda im. Bogusława Kaczyńskiego (2024)[12]

## Dyskografia

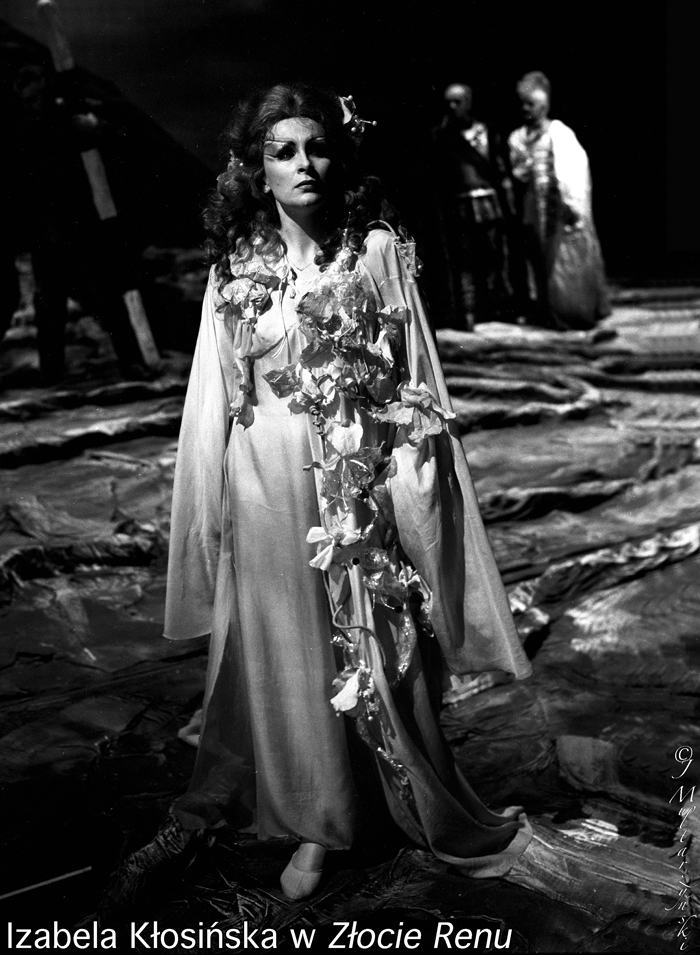
Kłosińska w Złocie Renu

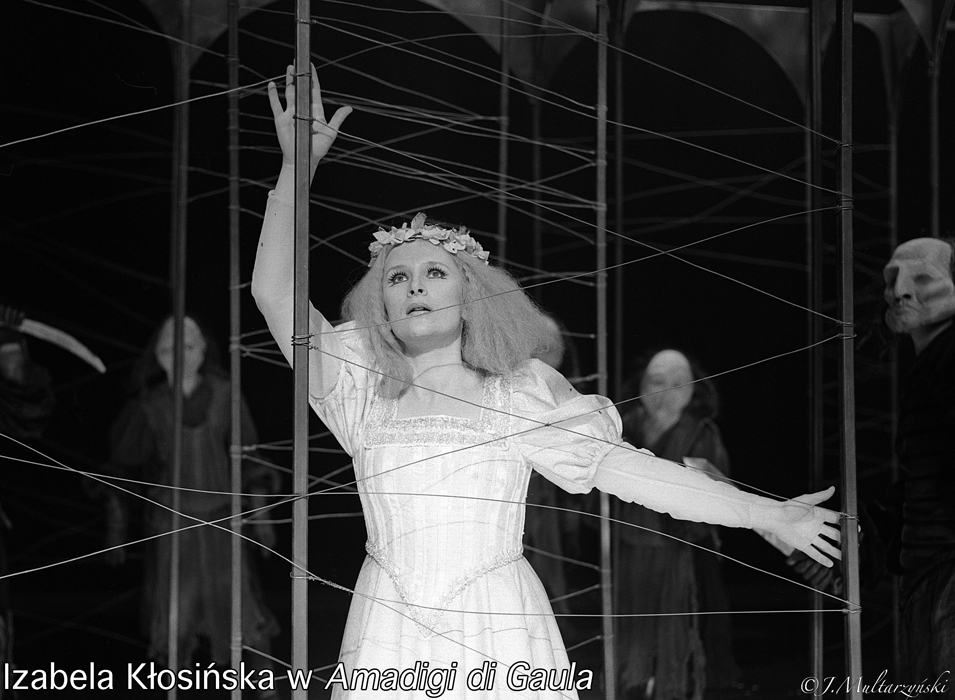
Kłosińska w Amadigi di Gaula

Dokonała wielu nagrań radiowych, telewizyjnych oraz płytowych:
Opera
- Stanisław Moniuszko, Straszny Dwór, Izabela Kłosińska, Elżbieta Pańsko, Andrzej Hiolski, Chór i Orkiestra Teatru Wielkiego w Warszawie, dyr. R. Satanowski, Opera Addition, DVD 485 (partia Hanny);
- Krzysztof Penderecki, Ubu Rex, Paweł Wunder, Anna Lubańska, Józef Frakstein, Izabela Kłosińska, Anna Karasińska, Jeanette Bożałek, Rafał Bartmiński, Mieczysław Milun, Rafał Siwek, Piotr Nowacki, Robert Dymowski, Andrzej Witlewski, Magdalena Andreew-Siwek, Krzysztof Szmyt, Przemysław Firek, Jacek Parol, Czesław Gałka, Ryszard Cieśla, Ryszard Wróblewski, Lech Łotocki, Chór i Orkiestra Teatru Wielkiego – Opery Narodowej w Warszawie, Bogdan Gola, dyr. Jacek Kaspszyk, CD Accord, 133 (partia Królowej Rozamundy);
- Giuseppe Verdi, Bal maskowy, Kałudi Kałudow, Izabela Kłosińska, Adam Kruszewski, Ewa Podleś, Agnieszka Wolska Robert Dymowski, Mieczyslaw Millun, Andrzej Zagdanski, Chór i Orkiestra Teatru Wielkiego – Opery Narodowej w Warszawie, Bogdan Gola, dyr. Antoni Wit, Opera Addition, CD92524 (partia Amelii)[16];
- Giuseppe Verdi, Falstaff, Adam Kruszewski, Artur Ruciński, Rafał Bartmiński, Izabela Kłosińska, Katarzyna Trylnik, Joanna Cortes, Małgorzata Pańko, Chór Polskiego Radia w Krakowie, Polska Orkiestra Radiowa, dyr. Łukasz Borowicz, Polskie Radio Katowice, PR CD 1084-85 (partia Alicji Ford)

Oratoria

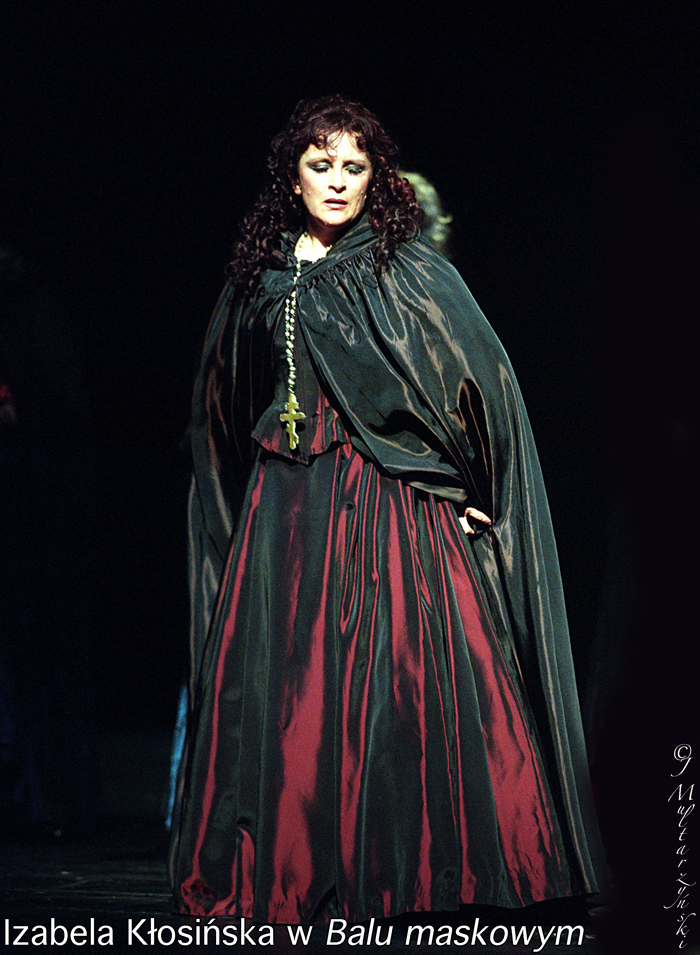

- Wojciech Kilar, Magnificat / Victoria, Izabela Kłosińska, Tomasz Krzysica, Piotr Nowacki, Orkiestra Filharmonii Śląskiej, Chór Filharmonii Śląskiej, dyr. cond. Mirosław Jacek Błaszczyk, Waldemar Sutryk, DUX 0592;
- Wojciech Kilar, Missa pro pace, Izabela Kłosińska, Jadwiga Rappé, Charles Daniels, Romuald Tesarowicz, Orkiestra Symfoniczna i Chór Filharmonii Narodowej, Henryk Wojnarowski, dyr. Kazimierz Kord, CD Accord, ACD 079;
- Stanisław Moniuszko, Gloria z Missa in E flat major, Izabela Kłosińska, Katarzyna Suska-Zagórska, Jacek Laszczkowski, Robert Gierlach, Akademicki Chór Politechniki Częstochowskiej, Collegium Cantorum, Chór Mieszany WSP w Częstochowie, Zespół „Camerata”, Orkiestra Symfoniczna Filharmonii Częstochowskiej, dyr. Jerzy Kosek (na płycie: Muzyka różnych religii, Gaude Mater 4, Międzynarodowy Festiwal Muzyki Sakralnej Częstochowa 1990–2000, Acte Préalable, AP 0099);
- Krzysztof Penderecki, Credo, Bożena Harasimowicz-Haas, Izabela Kłosińska, Ewa Marciniec, Adam Zdunikowski, Piotr Nowacki, Warszawski Chór Chłopięcy, Krzysztof Kusiel-Moroz, Orkiestra Symfoniczna i Chór Filharmonii Narodowej, Henryk Wojnarowski, dyr. Kazimierz Kord, CD Accord, ACD 066;
- Krzysztof Penderecki, Pasja wg św. Łukasza, Izabela Kłosińska, Adam Kruszewski, Romuald Tesarowicz, Krzysztof Kolberger, Orkiestra i Chór Filharmonii Narodowej, Warszawski Chór Chłopięcy, Henryk Wojnarowski, Dyr. Antoni Wit, Naxos, 8.557149;
- Krzysztof Penderecki, Polskie Requiem, Izabela Kłosińska, Jadwiga Rappé, Ryszard Minkiewicz, Piotr Nowacki, Orkiestra i Chór Filharmonii Narodowej, Henryk Wojnarowski, dyr. Antoni Wit, Naxos 8.557386-87[17];
- Krzysztof Penderecki, Siedem Bram Jerozolimy, Bożena Harasimowicz-Haas, Izabela Kłosińska, Ewa Podleś, Wiesław Ochman, Romuald Tesarowicz, Gustaw Holoubek, Orkiestra Symfoniczna i Chór Filharmonii Narodowej, Henryk Wojnarowski, dyr. Kazimierz Kord, CD Accord, ACD 036;
- Krzysztof Penderecki, Siedem Bram Jerozolimy, Bożena Harasimowicz-Haas, Izabela Kłosińska, Jadwiga Rappé, Wiesław Ochman, Romuald Tesarowicz, Borys Carmeli, Orkiestra Symfoniczna i Chór Filharmonii Narodowej, Henryk Wojnarowski, dyr. Kazimierz Kord, CD Accord, ACD 069 (live, Musikverein, Wiedeń);
- Krzysztof Penderecki, Te Deum, Hymne An Den Heiligen Daniel, Polymorphia, Izabela Kłosińska, Agnieszka Rehlis, Adam Zdunikowski, Piotr Nowacki, Orkiestra i Chór Filharmonii Narodowej, Henryk Wojnarowski, dyr. Antoni Wit, Naxos 8.557980.

Muzyka symfoniczna
- Ludwig van Beethoven, Symfonie (komplet 5CD), Izabela Kłosińska, Krystyna Szostek-Radkowa, Jerzy Knetig, Piotr Nowacki, Orkiestra Symfoniczna i Chór Filharmonii Narodowej, Henryk Wojnarowski, dyr. Kazimierz Kord, CD Accord, ACD 075;
- Ludwig van Beethoven, IX Symfonia d-moll op. 125, Izabela Kłosińska, Krystyna Szostek-Radkowa, Jerzy Knetig, Piotr Nowacki, Orkiestra Symfoniczna i Chór Filharmonii Narodowej, Henryk Wojnarowski, dyr. Kazimierz Kord, CD Accord, ACD 065;
- G. Mahler, VIII Symfonia, Barbara Kubiak, Izabela Kłosińska, Marta Boberska, Jadwiga Rappe, Ewa Marciniec, Timonthy Bentch, Wojciech Drabowicz, Piotr Nowacki, Chór PR, Chór i Orkiestra Filharmonii Narodowej, Chór Uniwersytetu im kard. S. Wyszyńskiego, Chór Chłopięcy, dyr. A. Wit, Naxos 8.550533.34;
- Karol Szymanowski, 4 Symfonie, Izabela Kłosińska, Ewa Kupiec, Chór Polskiego Radia i Telewizji w Krakowie, Narodowa Orkiestra Symfoniczna Polskiego Radia w Katowicach, Zespół Śpiewaków Miasta Katowice „Camerata Silesia”, dyr. Kazimierz Kord, Polskie Radio, PR CD 1081-82 (I. Kłosińska wykonuje III Symfonię „Pieśń o nocy”).

Inne
- Anna Jastrzębska, Muzyka kameralna, Izabela Kłosińska, Jadwiga Kotnowska, Piotr Janowski, Robert Morawski, Mariusz Rutkowski, Sine Nomine, Chór kameralny, Tomasz Strahl, Piotr Zawistowski, Camerata Vistula CD DUX 0458 (utwór De profundis)
- Karol Szymanowski, Pieśni księżniczki z baśni, Izabela Kłosińska, Orkiestra Teatru Wielkiego, dyr. Robert Satanowski, Koch Schwann / Musica Mundi, CD 314 001 H1[18]
- Koncert Solidarności Polsko-Węgierskiej 1956: A. Malawski, Hungaria 1956, W. Lutosławski Musique funebre, K. Penderecki Lacrimosa, W. Kilar Exodus, Izabela Kłosińska, Chór PR, NOSPR, dyr. Łukasz Borowicz, NOSPR 001.